# 今井あずさ
今井 あずさ（いまい あずさ、1966年12月10日 - ）は、東京都出身の女優。1987年より劇団青年座に所属。
身長163cm。体重52kg。血液型A型。特技はクラシック・バレエ、ジャズダンス、歌唱。東京都立松原高等学校卒業。青年座研究所11期生。

## 出演

### 舞台
- パラダイス・オブ・ギンザ（1987年）
- 有頂天時代（1988年）
- 近松心中物語（1989年）
- 盲導犬（1989年）
- 竜の子太郎（1990年）
- ペール・ギュント（1990年）
- 花いくさ（1991年）
- 桜月記（1991年）
- 雪まろげ（1991年）
- 真夏の夜の夢（1992年）
- アユタヤの星（1993年）
- 国性爺合戦（1994年）
- 異邦人（1995年）
- 恋風（1996年）
- 屋根の上のヴァイオリン弾き（1996年）
- 深川しぐれ（1997年）
- クレオパトラ（1997年）
- ムーランルージュ（1998年） - 篠原美雪[3]
- 花も嵐も（1999年）
- EVE（1999年）
- ビギン・ザ・ビギン（2000年）
- ザ・キッチン（2000年）
- 新橋ラプソディー（2001年）
- 質屋の女房（2001年）
- 不死鳥よ波濤を越えて（2002年）
- ビギン・ザ・ビギン（2002年）
- イーストウィックの魔女たち（2003年）
- 大阪から来た女（2004年）
- オバラ座の怪人二十面相（2004年）
- メディア（2005年）
- イーストウィックの魔女たち（2005年）
- ツキコの月〜そして、タンゴ〜（2005年）
- 黄昏にカウントコール（2006年）
- 寝坊な豆腐屋（2007年）
- エレンディラ（2007年）
- 表裏源内蛙合戦（2008年）
- 雨の夏、三十人のジュリエットが還ってきた（2009年）
- カエサル（2010年）
- アニー（2011年）
- 恋文〜星野哲郎物語（2011年）
- 絹の手ざわり〜縁〜（2012年）
- 愚か者梶鉄(2015年)
- 数右衛門(2015年)
- 元禄恋歌(2016年)
- 空ノ彼方(2016年)
- 海を想う(2016年)
- どんどろ(2017年)
- 二階の女(2017年)
- 明日、夏が来るまで(2018年)
- 真空家族(2018年)
- いつかの風景(2018年)
- レネゲイズ(2019年)
- 普通じゃない普通(2019年)
- サゼン（2020年）
- ヨコハマ•ヤタロウ（2021年）
- 海辺のキラー（2021年）
- 普通じゃない普通（2022年）
- をんな善哉（2022年）
- PANCCETゾウ（2023年）

### テレビドラマ

#### NHK
- 春日局（1989年）
- 桂ちづる診察日録 第1・2話（2010年）
- 眠れる森の熟女（2012年）
- 終の棲家（2014年）
- 風の峠〜銀漢の賦〜（2015年） - 日下部さき 役
- 一億円のさようなら 第3話（2020年10月11日） - 医師 役

#### 日本テレビ
- 池中玄太80キロ パートIII（1989年）
- 愛のミチコ（1990年）
- 火曜サスペンス劇場
  - ベビーシッター殺人事件（1990年）
  - 追いかける（1992年）
  - 地方記者・立花陽介（1994年）
  - 警部補 佃次郎（1999年） - 今岡久江 役
- 外科医有森冴子（1990年）
- D×D（1997年）
- 甘い生活。（1999年）
- 恋です!〜ヤンキー君と白杖ガール〜  第9話（2021年）

#### TBS
- 烏鯉（1998年）
- ウルトラマンコスモス 第16話（2001年） - 茜の母 役
- 年下の男（2003年）
- 温泉へ行こう（2003年）
- 月曜ミステリー劇場 父が来た道（2005年）
- 月曜ゴールデン
  - 世直し公務員ザ・公証人（2009年）
  - 世直し公務員ザ・公証人（2014年）
  - ヤメ判 新堂謙介 殺しの事件簿（2014年） - 看護師 役
- 浅見光彦〜最終章〜（2009年）
- 新春ドラマ特別企画・最高のオヤコ（2016年）
- 99.9-刑事専門弁護士-（2016年） - 渡辺美穂 役

#### フジテレビ
- 同・級・生（1989年）
- 逃亡者（1992年）
- 世にも奇妙な物語 冬の特別編「私の赤ちゃん」（1992年）
- 金曜エンタテイメント
  - 単独房の少女たち（1999年）
  - 告知 最愛の妻の末期ガンから死…（1999年）
- ラブ・レボリューション（2001年）
- 金曜プレステージ
  - おばさんデカ 桜乙女の事件帖（2007年）
  - いじわるばあさん2（2010年）
- さくら心中（2011年） - トミ ※レギュラー[1] 役
- チーム・バチスタ3 アリアドネの弾丸（2011年）
- 花嫁のれん（2014年）
- 火の粉（2016年）
- テッパチ!（2022年） - 荒井智恵子 役

#### テレビ朝日
- 土曜ワイド劇場
  - 混浴露天風呂連続殺人（1997年）
  - デパート仕掛け人!天王寺珠美の殺人推理（2013年） - 早苗 役
- はぐれ刑事純情派（2003年）
- 相棒
  - season11 第19話（2013年） - 我孫子唯 役
  - season20 第13話（2022年） - 西條知代 役
- 豆腐プロレス（2017年） - 通訳 役
- はぐれ刑事三世（2020年） - 麻生美麗 役
- 日曜プライム
  - 西村京太郎トラベルミステリー72（2020年） - 丸山雪菜 役

#### テレビ東京
- バースデイ〜こちら椿産婦人科〜（1999年） - 患者 ※レギュラー[1] 役
- ブースカ! ブースカ!! 第13話（1999年） - 水谷あき子 役
- 女と愛とミステリー
  - 警視庁心理分析捜査官・崎山知子1（2002年） - 大塚まゆ子 役
- 水曜ミステリー9
  - 検察官キソガワ（2005年）
  - 監察医・篠宮葉月 死体は語る15（2014年） - クラブ「SPADE」ママ 役

### 映画
- 地球っ子 いのちと愛のメッセージ（1993年）
- 金融腐蝕列島〔呪縛〕（1999年） - 白木レポーター 役
- 春眠り世田谷(2001年)
- 釣りバカ日誌15 ハマちゃんに明日はない!?（2004年）
- 累(2018年)
- ミンナのウタ（2023年）川松校長役
- あのコはだぁれ?（2024年） - 川松良江 役 [4][5]

### CM
- 大関酒造
- シヤチハタ
- 養命酒
- 東京ガス 床暖房
- トヨタ・プログレ
- 小林製薬 サラシア100